# Емблеми родів військ та служб ЗС України
Ембле́ми ро́дів військ та служб Збро́йних Сил Украї́ни  — військова символіка, єдиний елемент однострою, що вказує на рід військ у Збройних силах України. Може розміщуватися на петлицях та на погонах.

## Емблеми
Після відновлення Збройних сил України через перепідпорядкування збройних формувань СРСР на її території і до подальшого врегулювання використовувалась символіка Збройних сил СРСР.

### 1995—2007
|                    |                               |                               |                                          |                                  |                                |                                                  |                                                  |
| Загальновійськова  | Ракетні війська та артилерія  | Танкові війська               | Війська зв'язку та радіотехнічні війська | Авіація                          | Аеромобільні війська           | Інженерні війська                                | Хімічні війська                                  |
|                    |                               |                               |                                          |                                  |                                |                                                  |                                                  |
| Будівельні війська | Військово-топографічна служба | Медична та ветеринарна служба | Юридична служба                          | Військові диригенти та музиканти | Автомобільні і дорожні війська | Залізничні війська і служба військових сполучень | Залізничні війська і служба військових сполучень |

### 2007—2016
|                   |                                   |                                                    |                     |                             |                                  |                               |                           |                                 |                |
| Загальновійськова | Механізовані війська              | Повітряні сили, армійська авіація, морська авіація | Танкові війська     | Війська ППО                 | Ракетні війська та артилерія     | Війська зв'язку               | Війська РХБ захисту       | Високомобільні десантні війська | Морська піхота |
|                   |                                   |                                                    |                     |                             |                                  |                               |                           |                                 |                |
| Інженерні війська | Війська радіоелектронної боротьби | Радіотехнічні війська                              | Військова логістика | Служба військових сполучень | Військові диригенти та музиканти | Військово-топографічна служба | Військово-юридична служба | Військово-медична служба        | ВСП ЗСУ        |

### 2016— по т.ч.
|                                                                                             |                                                               |                                 |                                                         |                                                        |                      |                                              |                             |                                  |
| Загальновійськова (сухопутних військ)                                                       | Загальна повітряних сил, армійської авіації, морської авіації | Загальна військово-морських сил | Загальна сил спеціальних операцій                       | Емблема на нижню частину коміра генералів та адміралів | Механізовані війська | Танкові війська                              | Ракетні війська і артилерія | Десантно-штурмові війська        |
|                                                                                             |                                                               |                                 |                                                         |                                                        |                      |                                              |                             |                                  |
| Війська протиповітряної оборони сухопутних військ та зенітні ракетні війська повітряних сил | Радіотехнічні війська                                         | Військова поліція               | Морська піхота                                          | Сили спеціальних операцій ВМС                          | Медична служба       | Слухачі вищих військових навчальних закладів | Інженерні війська           | Військові диригенти та музиканти |
|                                                                                             |                                                               |                                 |                                                         |                                                        |                      |                                              |                             |                                  |
| Частини та підрозділи логістики                                                             | Автомобільні та дорожні війська                               | Військові ліцеїсти              | Війська радіаційного, хімічного та біологічного захисту | Плавсклад ВМС                                          | Юридична служба      | Служба військових сполучень                  | Війська зв'язку             |                                  |

### 2017

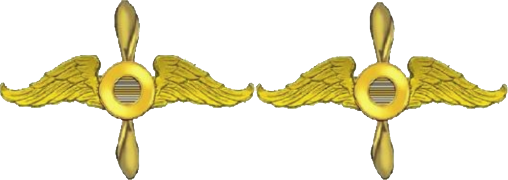
Емблема повітряних сил (льотний склад)
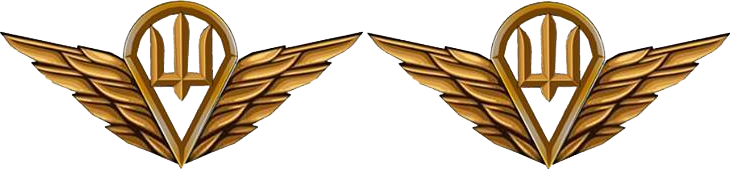
Емблема Десантно-штурмових військ.
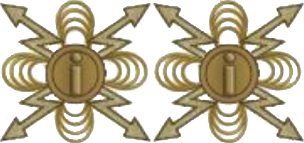
Війська зв'язку
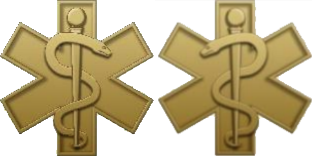
Медична служба
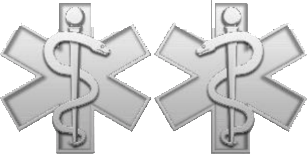
Ветеринарна служба
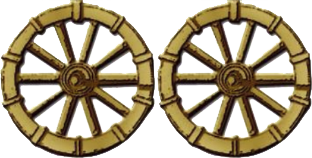
Автомобільна служба
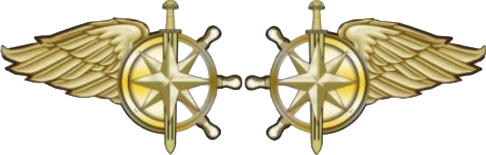
Служба військових сполучень
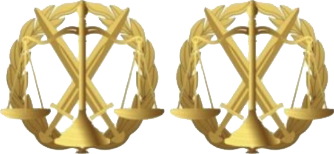
Юридична служба
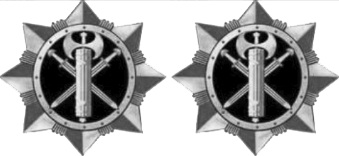
Військова поліція
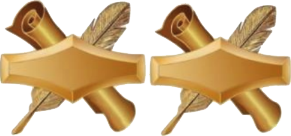
Фінансова служба
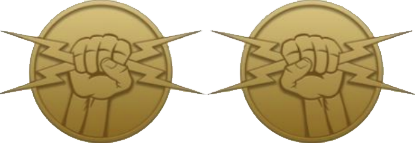
Війська радіоелектронної боротьби

## Зовнішні джерела
- Емблеми родів військ та служб Збройних Сил України [Архівовано 7 червня 2011 у Wayback Machine.]
- Постанова Кабінету Міністрів України [Архівовано 5 березня 2016 у Wayback Machine.]
- Президент затвердив нові предмети однострою та знаки розрізнення Збройних Сил України [Архівовано 11 січня 2021 у Wayback Machine.]
- Нове Українське військо — історія створення нової уніформи ЗСУ [Архівовано 16 травня 2020 у Wayback Machine.]
- Михайло Слободянюк (2017). До проблеми нової емблематики видів, родів військ та служб Збройних Сил України. vijsko.milua.org. Українське військо у XX-XXI сторіччі. Архів оригіналу за 12 березня 2018. Процитовано 12 березня 2018.
- Микола Чмир (25 квітня 2018). Шило на швайку: емблеми на комір військовиків Збройних Сил України зразка 2017 року. www.ukrmilitary.com. Ukrainian Military Pages. Архів оригіналу за 26 квітня 2018. Процитовано 25 квітня 2018.
- Узгоджено фінальний вигляд системи беретів і знаків родів військ Збройних сил України [Архівовано 28 травня 2018 у Wayback Machine.]